# Південно-Західна Прая
Південно-Західна Пра́я (індонез. Praya Barat Daya) — один з 12 районів округу Центральний Ломбок провінції Західна Південно-Східна Нуса у складі Індонезії. Розташований у західній частині. Адміністративний центр — селище Унгга.
Населення — 52135 осіб (2012; 51777 в 2011, 51280 в 2010, 51607 в 2009, 50874 в 2008).

## Адміністративний поділ
До складу району входять 1 селище та 10 сіл:
| Населений пункт     | Населення, осіб (2010) | Населення, осіб (2012) |
| ------------------- | ---------------------- | ---------------------- |
| Бату-Джангкіх, село | 5211                   | 5297                   |
| Дарек, село         | 7368                   | 7492                   |
| Кабул, село         | 5263                   | 5351                   |
| Монтонг-Аджан, село | 4690                   | 4768                   |
| Монтонг-Сапах, село | 3316                   | 3371                   |
| Пандан-Індах, село  | 4213                   | 4283                   |
| Пеламбік, село      | 6210                   | 6313                   |
| Ранггагата, село    | 4247                   | 4318                   |
| Сераге, село        | 4595                   | 3140                   |
| Тедух, село         | -                      | 1533                   |
| Унгга, селище       | 6167                   | 6269                   |